# Frank S. Nugent
Frank Stanley Nugent (New York, 27 maggio 1908 – Los Angeles, 29 dicembre 1965) è stato uno sceneggiatore, giornalista e critico cinematografico statunitense.
Ha scritto 21 sceneggiature di film, 11 per il regista John Ford. Ha scritto quasi un migliaio di recensioni per il New York Times prima di lasciare il giornalismo per Hollywood. È stato candidato per un Academy Award nel 1953 e ha vinto due volte il Writers Guild of America Award per la migliore commedia americana scritta. La Writers Guild of America classifica la sua sceneggiatura per Sentieri selvaggi (1956) tra le 101 migliori sceneggiature di tutti i tempi.

## Biografia

### Primi anni e critica cinematografica
Nugent è nato a New York City il 27 maggio 1908, figlio di Frank H. e Rebecca Roggenburg Nugent. Si laureò alla Regis High School nel 1925 e studiò giornalismo alla Columbia University laureandosi nel 1929, dove lavorò al giornale studentesco: il Columbia Spectator. Iniziò la sua carriera giornalistica presso il New York Times nel 1929 e nel 1934 passò alla recensione di film per quel giornale. Alla fine del 1936 Nugent succedette ad Andre Sennwald come montatore e critico cinematografico, e mantenne l'incarico fino al 1940. In quella posizione scrisse recensioni molto favorevoli di La canzone di Magnolia (1936), de Il mago di Oz e Via col vento (1939). Un resoconto della sua produzione al Times dice che "Era noto per il suo spirito aspro e la penna dalla punta avvelenata, e anche i suoi articoli di notizie avevano verve e voce; i suoi lineamenti erano loquaci, intelligenti e intimi, anche se occasionalmente compiaciuti". Nugent ha elogiato senza riserve il regista John Ford.
Di Furore (1940) di Ford, pubblicato l'anno successivo, scrisse:
La sua grandezza come immagine risiede in molte cose, non tutte facilmente riducibili a parole. È difficile, ad esempio, discutere la regia di John Ford, se non in termini pittorici. Il suo impiego della macchina fotografica è reportage, editoriale e drammatizzazione a turno o tutto in uno. Steinbeck descrisse la Dust Bowl e i suoi agricoltori, usando pagina su pagina per farlo. Le telecamere di Ford spengono un'autostrada a strisce bianche, seguono Tom Joad che trascina nella polvere fino alla fattoria vuota, vedono attraverso gli occhi di Muley il dolore di cedere la terra e la disperazione di cercare di resistere ai trattori. Una sequenza veloce o due, e tutto ciò che Steinbeck ha detto è stato detto e impresso indelebilmente nella memoria da un regista, una telecamera e un cast.»
Le sue critiche a volte erano taglienti. Ha definito Mannequin con Joan Crawford e Spencer Tracy un "piccolo dramma disinvolto, poco plausibile e vestito elegante, tipico di Metro-Goldwyn-Mayer come lo stesso Leo". Del Gobbo di Notre Dame (1939), scrisse: "Il film è quasi ininterrottamente brutale e senza la grazia salvifica dell'irrealtà che rende gli orrori di Frankenstein un po' comici." Rivolse le sue frecciate anche a singoli individui, come "L'ultimo protagonista dello schermo, John Trent, ex pilota di trasporti. Il signor Trent ha la mascella quadrata, longilineo e solidamente mascolino. Alla fine potrebbe deteriorarsi e diventare anche lui un attore."
Non gli piaceva particolarmente il lavoro di Tyrone Power per la 20th Century Fox, e iniziò la sua recensione di La sposa di Boston (1939) dicendo: "Se non altro perché ha omesso Tyrone Power, [il film] della 20th Century Fox deve essere considerato uno dei contributi più sobri e meritori di quella compagnia al dramma storico." In risposta, la Fox e il cinema che ha presentato il film hanno ridotto per mesi la pubblicità sul New York Times, costando al giornale 50.000 dollari. La sua recensione di The Grapes of Wrath della Fox portò a un'offerta da parte del capo dello studio Fox Darryl F. Zanuck di lavorare come sceneggiatore per $400 a settimana, uno stipendio molto generoso all'epoca. A quel punto aveva scritto quasi un migliaio di recensioni di film per il Times.

### Carriera
Nugent ha continuato a scrivere per il Times come freelance durante i suoi primi anni a Hollywood. Per Zanuck ha lavorato su sceneggiature, rivedendo sceneggiature di altri e fornendo critiche. In seguito disse che "Zanuck mi disse che non voleva che scrivessi, che pensava solo che lo studio avrebbe risparmiato denaro se avessi criticato le immagini prima che fossero realizzate". La Fox lo licenziò nel 1944 e Nugent si mise a lavorare come scrittore freelance. Le sue critiche taglienti servirono a Zanuck, ma non gli valsero alcun lavoro come sceneggiatore, mentre le sue critiche al lavoro dei colleghi, altrettanto intelligenti come quando era giornalista, non erano progettate per conquistare collaboratori. Ha restituito una sceneggiatura a Zanuck con una nota che diceva: "La mia opinione su questa sceneggiatura è immutata. Per quanto mi riguarda, non c'è niente di sbagliato in questo che un cestino dei rifiuti non possa curare".
Nugent stava lavorando a un articolo di rivista su La croce di fuoco (1947), mentre il film veniva girato, quando incontrò il regista John Ford sul set in Messico. Il loro incontro portò alla lunga e fruttuosa collaborazione di Nugent con la John Ford Stock Company. Ford lo assunse per lavorare al suo film successivo, Il massacro di Fort Apache (1948), e Nugent scrisse sceneggiature per molti altri western di Ford, tra cui In nome di Dio (sempre del 1948), She Wore a Yellow Ribbon (1949), Wagon Master (1950) e I ricercatori. Delle 21 sceneggiature di film su cui Nugent ha lavorato, 11 erano per Ford. Avevano un rapporto di lavoro difficile, come tutti quelli che lavoravano con Ford, ma Nugent in seguito disse che "era un piccolo prezzo da pagare per lavorare con il miglior regista di Hollywood", fornendo a Ford relazioni uomo-donna più sofisticate rispetto alle sue altre sceneggiature e temperando il razzismo così endemico nella rappresentazione dei nativi americani nel genere western. La sceneggiatura di Nugent per Fort Apache, ad esempio, ha alterato il "disprezzo viscerale" del suo materiale originale per i personaggi indigeni, trasformandoli in "vittime di sfruttamento criminale autorizzato dal governo". Al posto dei leader nativi che la pensavano allo stesso modo, introdusse il contrasto tra il giovane guerriero dal sangue caldo e il veterano più saggio, che divenne una caratteristica standard del western di Hollywood.
La sua sceneggiatura per Sentieri selvaggi (1956) è stata classificata tra le 101 migliori sceneggiature di tutti i tempi dalla Writers Guild of America, West. È stato nominato il più grande western di tutti i tempi dall'American Film Institute nel 2008. Si è piazzato al 12º posto nella lista dei 100 migliori film americani del 2007 stilata dall'American Film Institute.
Ha scritto altri western per Stuart Heisler (Tulsa), per Robert Wise (Two Flags West), per Raoul Walsh (The Tall Men) e per Phil Karlson (They Rode West e Gunman's Walk). Nugent ha lavorato anche su Mister Roberts.
Le sue sceneggiature in altri generi includono Berretti rossi, Frontiera a Nord-Ovest, Trouble in the Glen, Un uomo tranquillo, The Rising of the Moon e I tre della Croce del Sud.
Per il suo lavoro su Un uomo tranquillo ha ricevuto una nomination per l'Oscar alla miglior sceneggiatura non originale. Un uomo tranquillo vinse il premio Writers Guild of America per la migliore commedia americana scritta nel 1953 e vinse lo stesso premio nel 1956 per La nave matta di Mister Roberts (1955).
Della sua lunga associazione con Ford, Nugent una volta scrisse:
Nugent è stato presidente della Writers Guild of America, West (WGAW) dal 1957 al 1958 e suo rappresentante nel Motion Picture Industry Council dal 1954 al 1959. Ha anche servito per tre anni (1956-1959) come presidente del comitato dei fondi per l'edilizia che ha supervisionato la costruzione del suo quartier generale a Beverly Hills.

### Vita privata
Il 3 gennaio 1939 sposò Dorothy J. Rivers. Il sindaco di New York Fiorello LaGuardia ha celebrato la cerimonia nelle stanze del suo municipio. Divorziarono nel 1952. Sposò la sua seconda moglie, Jean Lavell nel 1953.
Nugent soffrì di problemi cardiaci per diversi anni prima di morire di infarto il 29 dicembre 1965 a Los Angeles.

## Crediti per sceneggiature di lungometraggi
Accreditato come Frank S. Nugent o Frank Nugent per la sceneggiatura o la storia che fornisce la base per la sceneggiatura.
- Il massacro di Fort Apache, 1948
- In nome di Dio 1948
- Tulsa, 1949
- I cavalieri del Nord Ovest, 1949
- La carovana dei mormoni, 1950
- Due bandiere all'ovest, 1950
- Un uomo tranquillo, 1952 ‡
- Seduzione mortale, 1952
- Berretti rossi, 1953
- Cavalcata ad ovest, 1954
- Trouble in the Glen, 1954
- La nave matta di Mister Roberts, 1955
- Gli implacabili, 1955
- Sentieri selvaggi, 1956
- Storie irlandesi, 1957
- Il sentiero della violenza, 1958
- L'ultimo urrà, 1958
- Frontiera a Nord-Ovest, 1959
- Cavalcarono insieme, 1961
- I tre della Croce del Sud, 1963
- Incident at Phantom Hill, 1966